# A Discontinuous Line
A Discontinuous Line ist ein Jazzalbum von Ken Vandermark & The Vandermark 5. Die am 15. und 16. Dezember 2005 im Semaphore Studio, Chicago entstandenen Aufnahmen erschienen im Oktober 2006 auf Atavistic Records.

## Hintergrund
A Discontinuous Line war die erste Studioaufnahme der umbesetzten Vandermark 5, des beständigsten Ensembles des in Chicago ansässigen Multiinstrumentalisten Ken Vandermark. Nachdem der Posaunist / Gitarrist Jeb Bishop ausgeschieden war, kam mit dem neuen Mitglied Cellisten Fred Lonberg-Holm erneut die Möglichkeit hinzu, elektronische Beiträge zu liefern. Vandermark selbst hatte mit jedem Album häufiger Baritonsaxophon gespielt, das nun zu seinem Hauptinstrument wurde. Die weiteren Musiker sind der Saxophonist Dave Rempis, der Bassist Kent Kessler und der Schlagzeuger Tim Daisy.

## Titelliste
- The Vandermark 5: A Discontinuous Line (Atavistic ALP173CD)[3]
  1. 1 Convertible, Version One (For Charles Eames)  8:39
  2. Reciprocal (For Santiago Calatrava) 7:40
  3. La Dernier Cri (For Elliot Carter) 7:48
  4. Some Not All (For Phillip Wilson) 13:46
  5. Aperture (For Walker Evans) 6:45
  6. Morricone (For Sergio Leone) 7:00
  7. Convertible, Version Two (For Ray Eames) 6:26
  8. The Ladder (For Giorgio De Chirico) 10:50
- Alle Kompositionen stammen von Ken Vandermark.

## Rezeption

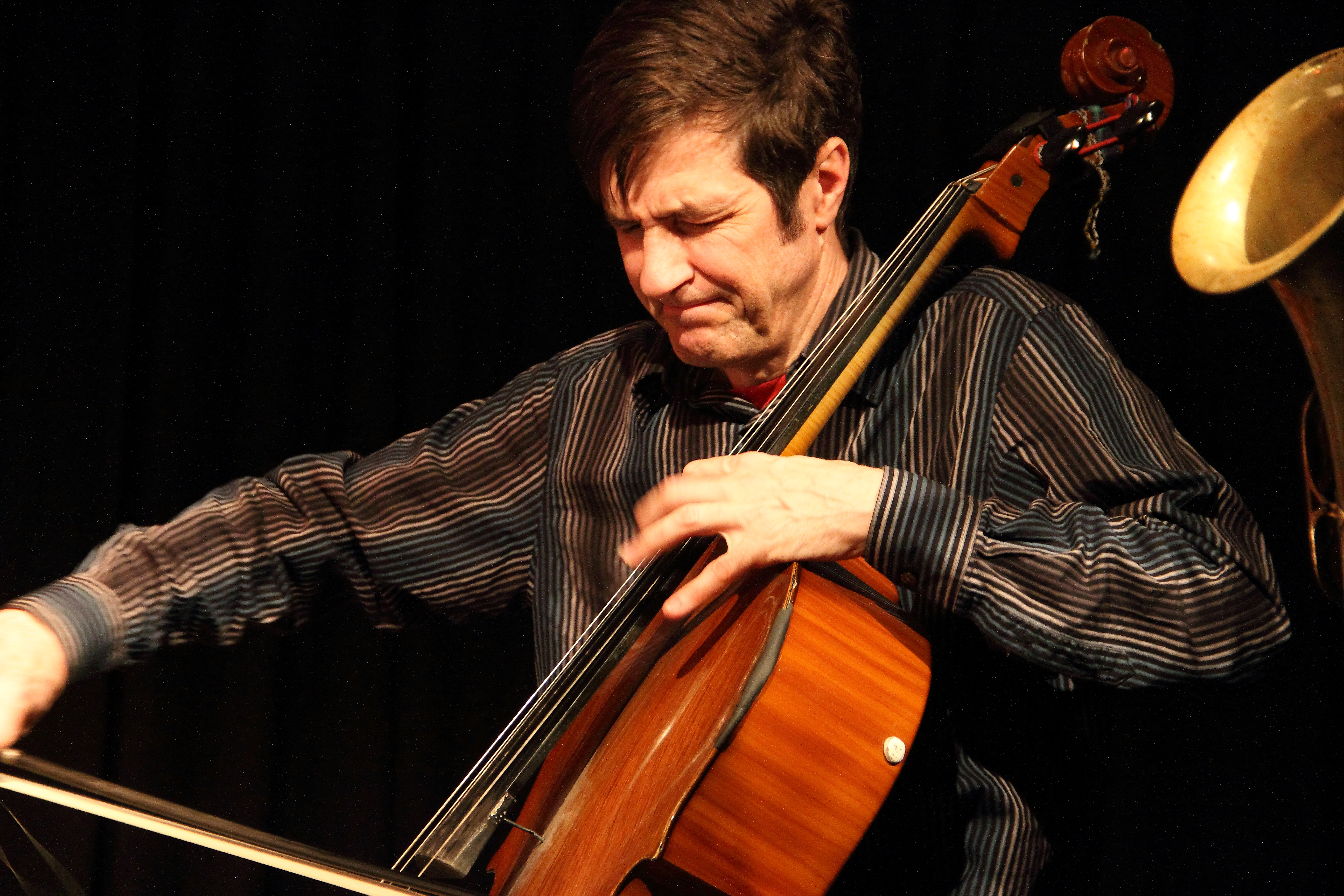
Fred Lonberg-Holm bei einem Konzert Gebhard Ullmann / Steve Swell’s Chicago Plan im club W71 in Weikersheim.

Thom Jurek verlieh dem Album in Allmusic vier Sterne und schrieb, Fred Lonberg-Holms Cello ergänze nicht nur die Rhythmusgruppe, sondern fungiere auch als engagierter rhythmischer Improvisator, dem kontrapunktische Ideen regelmäßig gegenübergestellt werden, bis komplexe, freie Improvisationen die Gruppe erobern. Dies ist ein weiteres bemerkenswertes Set des Vandermark 5, einer Formation, die jetzt so mühelos zusammenspielt, selbst mit dem Neuzugang von Lonberg-Holm, dessen Besonderheiten dieser köstlichen und wahnsinnig freudigen, aber äußerst komplexen Musik Farben und Texturen verleihen. Er sei eine willkommene Ergänzung. Das Album sei voll davon, aber hier komme der Hörer ins Spiel, um die Musik im Diskurs weiter zu bewegen, indem er sie aufnimmt.
Nach Ansicht von Troy Collins, der das Album in All About Jazz rezensierte, kombiniere A Discontinuous Line mitreißende Melodien, treibenden Swing, berauschenden Call-and-Response-Passagen, erfinderische Arrangements und wilde Kollektivimprovisation und zeige, warum die Vandermark 5 das beständigste Ensemble von Vandermark sei. Dieses Ensemble wechsele zwischen flottem Free Bop, düsterem Blues, sparsamem Neoklassizismus, grobkörnigem Funk und pulverisierenden Rockrhythmen und sei nicht durch stilistische Grenzen behindert.
Ebenfalls in All About Jazz schrieb John Kelman, die neue Aufstellung der Band mag durchaus ausgewogener sein. Mit zwei Blasinstrumenten, zwei Saiteninstrumenten und Perkussion stünden viele Möglichkeiten für güte Texturen zur Verfügung. Lonberg-Holm unterstütze Rempis’ Solo in „Convertible, Version One“ leidenschaftlich. Zusammen mit Kesslers Coll’arco-Bass entwickle er eine Solo-Konzeption, die für die Gruppe völlig neu sei. Vandermarks größte Stärke als Komponist sei seine Fähigkeit, Kompositionen zu schaffen, die herausfordernde und manchmal langgestreckte Strukturen mit frei laufenden Improvisationen verbänden.